# One Piece – Chopper auf der Insel der seltsamen Tiere
One Piece – Chopper auf der Insel der seltsamen Tiere ist der dritte Kinofilm zur Anime-Serie One Piece, der auf der gleichnamigen Manga-Serie des Mangaka Eiichirō Oda basiert. Der Film wurde in Japan von Toei Animation produziert und wurde am 13. Mai 2011 in Deutschland durch Kazé Deutschland auf DVD veröffentlicht. Zusätzlich wurde vor dem Hauptfilm der Kurzfilm Die Könige des Fußballs (夢のサッカー王!, Yume no Sakkā-Ō!) gezeigt, welcher ebenfalls auf der deutschen DVD zu finden ist. Am 1. September 2012 wurde der Film zum ersten Mal im deutschen Free-TV gezeigt.

## Handlung

### Vorfilm
Beim Finale des großen Grandline-Fußballcups muss der Sieg nun durch ein Elfmeterschießen entschieden werden, bei welchem der junge Corby als Tormann einspringt. Der erste Schuss von Ruffy geht direkt ins Tor, während der gegnerische Schuss von Buggy den Clown daneben geht. Darauf folgen zwei Torschüsse jeweils durch Zorro und Okta, während bei Choppers Versuch, das Tor zu treffen, der Ball platzt. Mr. 2, Lysop und Jacko treffen ebenfalls das Tor, woraufhin erneut Gleichstand zwischen den beiden Teams steht.
Wie aus dem Nichts taucht der selbsternannte Torschützenkönig Odachi auf und will den Ball für Buggys Team im Tor versenken, jedoch wird der Ball mit Leichtigkeit von Corby gehalten. Nun ist es an Sanji den letzten Ball ins Tor zu katapultieren, jedoch schießt dieser buchstäblich übers Ziel hinaus und fliegt über das Tor hinweg.
Während sich Buggys Team darüber freut, dass das Match noch nicht vorbei ist, berichtet ein Marinesoldat, dass ein rundes Objekt, welches quer über den Himmel fliegt, rund um die Grandline gesichtet wurde. Es handelt sich um Sanjis abgeschossenen Ball, welcher nun nach einer Erdumrundung endlich im Tor landet, woraufhin die Strohhüte das Match für sich entscheiden können.
Es war alles nur ein Traum, aus dem Ruffy gerade erwacht. Jedoch erblickt der Gummimann im selben Moment einen Fußball, holt zu einem kräftigen Tritt aus und trifft den Ball mit voller Wucht. Da Ruffy aber nach wie vor halb träumt, merkt er nicht, dass er anstelle eines Fußballes Lysops Hintern getreten hatte, der nun vor Schmerz schreit.

### Hauptfilm
Die Strohhutbande ist gerade auf dem Weg zur Kroneninsel, wo sich ein großer Schatz befinden soll. Während Chopper der Crew zu verstehen gibt, dass er zu viel Angst hätte auf einer unbekannten Insel herum zuwandern, wird das Schiff durch eine Explosion am Meeresgrund in die Luft katapultiert, wodurch sie direkt auf die unbekannte Insel befördert werden. Dabei geht Chopper allerdings über Bord und wird von seinen Freunden getrennt.
Als er wieder zu sich kommt, findet er sich umzingelt von seltsamen Tieren und einem Menschenjungen wieder, welche ihn zum neuen König der Insel ernennen, nachdem ihr alter König, der goldene Löwe, zuvor aus Altersschwäche verstorben ist.
Zur selben Zeit sucht der Rest der Strohhutbande energisch nach ihrem verloren gegangenen Schiffsarzt und machen dabei die Bekanntschaft von Graf Butler und seinen beiden Dienern General Hot Dog und President Heavy. Auch das Trio ist auf der Suche nach dem Schatz der Insel und entfernt dabei die Geweihe der Tiere der Insel, da der Schatz ein paar Hörner sein soll, welche dem Träger unvorstellbare Kraft verleihen. Als Butler genug von der Strohhutbande hat, zückt er seine Violine, mit deren Hilfe er gewisse Tiere unter seine Kontrolle bringen kann, und befiehlt ihnen, die Fünf aus dem Weg zu räumen, woraufhin die Bande die Flucht ergreift.
Chopper kümmert sich währenddessen um die verletzten Tiere der Insel und wird von Mobambi, dem einzigen Menschenjungen auf der Insel, dazu gedrängt als König auf der Insel zu bleiben, um die Bewohner vor Piraten zu schützen. Bevor Chopper ihm eine erneute Absage erteilt, werden sie von Corbie, einem sprechenden Vogel, unterbrochen und darüber in Kenntnis gesetzt, dass gerade eine Meute Piraten auf dem Weg zu ihnen ist. Chopper macht sich aufgrund von Mobambis Bitte bereit gegen die Piraten zu kämpfen, muss aber überrascht feststellen, dass es sich dabei um seine fünf Freunde handelt.
Wieder vereint lädt Chopper seine Freunde zu einem königlichen Festmahl ein, was Mobambi gar nicht gefällt. Doch plötzlich stürmt Graf Butler die Feier und verlangt den König der Tiere auszuliefern oder er werde alle Tiere auf der Insel töten. Chopper stellt sich ihm, wird aber von den unter Butlers Bann stehenden Tieren angegriffen und flüchtet zusammen mit seinen Freunden.
Die Crew wird getrennt und Chopper wird von Butler aus dem Hinterhalt angegriffen. Um Chopper zu retten, hat Mobambi die goldenen Hörner des alten Königs mitgebracht, verliert diese aber an Butler, welcher sie komplett auf isst. Butler mutiert in ein riesiges Monster mit goldenen Hörnern und wird von Ruffy angegriffen, der, so wie es scheint, keine Chance gegen den Koloss hat. Als Chopper sieht, wie sein Freund von Butler von einem Berg geworfen wird, besiegt er seine Angst und stellt sich dem Monster, hat aber wie schon Ruffy keine Chance gegen diesen.
Plötzlich taucht Ruffy wieder auf der Bildfläche auf und kann durch seinen Zorn genug Kraft entwickeln, um Butlers goldene Hörner zu zerbrechen und den Schurken mit Hilfe seiner Gum Gum Bazooka in den Sonnenuntergang zu katapultieren. Mobambi hat nun verstanden, dass Choppers Platz nicht auf der Insel ist, sondern an der Seite seiner Piratenfreunde und bitte sie ihn mitzunehmen, weil ihn die Tiere der Insel verstoßen würden, da er die Hörner des alten Königs entwendet hatte. Zu seiner Überraschung bitten ihn die Tiere zu bleiben, ernennen ihn zum neuen König der Insel und feiern zusammen mit den Strohhüten eine Krönungsfeier.
Am nächsten Morgen sind Ruffy und seine Crew bereits in See gestochen und Chopper verspricht, dass er von nun an mutiger seinen Feinden entgegentreten werde.

## Synchronisation
Die deutsche Synchronisation wurde vom Münchner Synchronstudios der PPA Film GmbH produziert. Das Dialogbuch wurde von Inez Günther geschrieben, welche ebenfalls die Synchronregie übernommen hatte.
| Rolle            | Japanischer Sprecher (Seiyū) | Deutscher Sprecher       |
| ---------------- | ---------------------------- | ------------------------ |
| Monkey D. Ruffy  | Mayumi Tanaka                | Daniel Schlauch          |
| Lorenor Zorro    | Kazuya Nakai                 | Philipp Brammer          |
| Nami             | Akemi Okamura                | Stephanie Kellner        |
| Lysop            | Kappei Yamaguchi             | Dirk Meyer               |
| Sanji            | Hiroaki Hirata               | Hubertus von Lerchenfeld |
| Nefeltari Vivi   | Misa Watanabe                | Kathrin Gaube            |
| Tony Chopper     | Ikue Ohtani                  | Martin Halm              |
| Bald Parrot      | Takeshi Aono                 | Kai Taschner             |
| Buggy, der Clown | Shigeru Chiba                | Gudo Hoegel              |
| Corby            | Toshiko Fujita               | Inez Günther             |
| Graf Butler      | Masashi Ebara                | Gudo Hoegel              |
| General Hot Dog  | Daisuke Gouri                | Ulf J. Söhmisch          |
| Jacko            | Kazuki Yao                   | Paul Sedlmeir            |
| Kommentator      | Mizuki Sano                  | Thomas Wenke             |
| Mobambi          | Ai Orikasa                   | Ulrike Jenni             |
| Mr. 2            | Kazuki Yao                   | Pierre Peters-Arnolds    |
| Odacchi          | Eiichirō Oda                 | Mike Carl                |
| President Heavy  | Tomokazu Seki                | Mike Carl                |

## Trivia
- Der Film wurde in Japan zusammen mit "Digimon Tamers – Bōsō Digimon Tokkyū" im Rahmen der Tōei Spring Anime Fair 2002 am 2. März 2002 in den Kinos gezeigt und spielte etwa 2 Milliarden Yen ein.[3]
- Während Vivi im Vorfilm als Cheerleader der Strohhutbande zusammen mit Nami auftaucht, ist sie im Hauptfilm nirgends zu sehen. Dies ist auffällig, da der Film vor oder nach der Ankunft der Strohhüte auf Alabasta stattfindet, insbesondere nach deren Abenteuern auf der Insel Drumm. Deshalb müsste entweder Vivi, welche die Crew in Alabasta verlässt, oder Nico Robin, welche im fliegenden Wechsel zur Crew stößt, ein Teil der Mannschaft sein.
- Üblicherweise kämpft Zorro in jedem Film gegen einen gegnerischen Schwertkämpfer, während sich Sanji um einen gegnerischen Faustkämpfer kümmert. In diesem Film ist es aber Zorro der gegen den Faustkämpfer kämpft und Sanji der sich mit dem Schwertkämpfer auseinandersetzt.
- Ursprünglich sollte die deutsche DVD am 29. April 2011 erscheinen, aufgrund von Produktionsschwierigkeiten wurde das Veröffentlichungsdatum auf den 13. Mai 2011 verschoben